# Saula crassicornis
Saula crassicornis is een keversoort uit de familie zwamkevers (Endomychidae). De wetenschappelijke naam van de soort werd in 1923 gepubliceerd door Gilbert John Arrow.